# Marian Grozea
Marian Grozea (ur. 20 czerwca 1967) – rumuński judoka. Zajął siódme miejsce na mistrzostwach świata w 1991. Startował w Pucharze Świata w 1990. Brązowy medalista mistrzostw Europy w 1990; piąty w 1990 i 1991 roku.